# Anagelasta apicalis
Anagelasta apicalis là một loài bọ cánh cứng trong họ Cerambycidae.